# ES Troyes AC

Historisches Logo des ES Troyes AC

Espérance Sportive Troyes Aube Champagne (oder ESTAC) ist ein französischer Fußballverein aus der Stadt Troyes in der Champagne. Gegründet wurde der Klub im Jahr 1900 als Union Sportive Troyenne; nach einigen Fusionen und Umbenennungen (unter anderem, spätestens seit Annahme des Profistatus 1935, AS Troyes-Savinienne – Sainte-Savine ist eine Nachbargemeinde von Troyes –, ab 1970 Troyes Aube Football und ab 1986 Association Troyes Aube Champagne/ATAC) nahm der Verein seinen heutigen Namen erst im Jahr 2000 an. Die Vereinsfarben sind Blau und Weiß.
Die erste Fußballmannschaft spielt im Stade de l’Aube mit einem Fassungsvermögen von 21.877 Zuschauern. Geführt wird der Verein seit September 2022 von Simon Cliff, der auf Daniel Masoni folgte. Trainer der Ligaelf ist seit November 2022 Patrick Kisnorbo. Der Verein ist Teil der City Football Group.

## Ligazugehörigkeit
Espérance Sportive Troyes gehörte über längere Abschnitte seiner über hundertjährigen Geschichte nur dem Amateurbereich an; professioneller Fußball wurde lediglich zwischen 1935 und 1963, 1970 bis 1979 und aktuell seit 1996 betrieben. In der höchsten Spielklasse (Division 1, seit 2002 Ligue 1 genannt) war Troyes 1942/43, 1954–1956, 1960/61, 1973–1978, 1999–2003, 2005–2007, 2012/13, 2015/16, 2017/18 sowie 2021–2023 vertreten; 2023 erfolgte der Abstieg und 2024 direkt der erneute Abstieg in die Drittklassigkeit. Aufgrund des Zwangsabstieges von Girondins Bordeaux blieb man jedoch trotzdem noch zweitklassig und spielt auch in der Saison 2024/2025 in der Ligue 2.

## Erfolge
Obwohl Troyes zu den älteren französischen Fußballvereinen gehört, hat der Club bisher nie eine große Rolle im Land gespielt; dazu trug unter anderem bei, dass sich die Region Champagne fußballerisch über lange Zeit mit dem erfolgreichen Stade Reims identifiziert hat. Entsprechend bescheiden fällt der Palmarès von ESTAC aus:
- Französischer Meister: Bisher beste Platzierung war Tabellenrang 7 (2000/01 und 2001/02)
- Französischer Pokal: Finalist 1956
- Coupe Gambardella: Sieger 1956, 2018, Finalist 1957
- Intertotopokalsieger 2001 (Sieg über Newcastle United)
- UEFA-Pokal 2001/02: Erreichen der 2. Runde

## Aktueller Kader 2025/26
| Nr.                 | Nat.           | Name                  | Geburtsdatum  | im Verein seit | Vertrag bis |
| Torhüter            | Torhüter       | Torhüter              | Torhüter      | Torhüter       | Torhüter    |
| ------------------- | -------------- | --------------------- | ------------- | -------------- | ----------- |
| 01                  | Frankreich     | Zacharie Boucher      | 7. März 1992  | 2024           | 2027        |
| 16                  | Frankreich     | Nicolas Lemaître      | 12. Jan. 1997 | 2023           | 2026        |
| Abwehrspieler       |                |                       |               |                |             |
| 04                  | Elfenbeinküste | Junior Diaz           | 23. Juli 2003 | 2024           | 2029        |
| 06                  | Frankreich     | Adrien Monfray        | 20. Dez. 1990 | 2024           | 2026        |
| 14                  | Komoren        | Ismaël Boura          | 14. Aug. 2000 | 2023           | 2027        |
| 18                  | Frankreich     | Thierno Baldé         | 10. Juni 2002 | 2022           | 2027        |
| 22                  | Frankreich     | Mathis Hamdi          | 18. Okt. 2003 | 2023           | 2026        |
| 23                  | Italien        | Paolo Gozzi           | 25. Apr. 2001 | 2024           | 2026        |
|                     | Senegal        | Abdoulaye Ndiaye      | 10. Apr. 2002 | 2023           | 2028        |
|                     | Algerien       | Yasser Larouci        | 1. Jan. 2001  | 2021           | 2026        |
|                     | Portugal       | Abdou Conté           | 24. März 1998 | 2022           | 2026        |
|                     | Danemark       | Andreas Bruus         | 16. Jan. 1999 | 2022           | 2027        |
|                     | Frankreich     | Yvann Titi            | 5. Mai 2006   | 2024           |             |
|                     | Frankreich     | Lucas Maronnier       | 9. März 2000  | 2025           | 2027        |
| Mittelfeldspieler   |                |                       |               |                |             |
| 07                  | Frankreich     | Xavier Chavalerin     | 7. März 1991  | 2021           | 2026        |
| 08                  | Senegal        | Mouhamed Diop         | 30. Sep. 2000 | 2023           | 2028        |
| 24                  | Frankreich     | Martin Adeline        | 2. Dez. 2003  | 2024           | 2027        |
| 26                  | Frankreich     | Alexandre Philiponeau | 26. Jan. 2000 | 2025           | 2028        |
| 42                  | Elfenbeinküste | Abdoulaye Kanté       | 9. Juli 2005  | 2023           | 2026        |
|                     | Brasilien      | Metinho               | 23. Apr. 2003 | 2021           | 2026        |
|                     | Frankreich     | Merwan Ifnaoui        | 22. Okt. 1998 | 2025           | 2027        |
| Stürmer             |                |                       |               |                |             |
| 09                  | Frankreich     | Mounaïm El Idrissy    | 10. Feb. 1999 | 2025           | 2026        |
| 11                  | Komoren        | Rafiki Saïd           | 15. März 2000 | 2023           | 2027        |
| 15                  | Elfenbeinküste | Jaurès Assoumou       | 17. Okt. 2002 | 2023           | 2026        |
| 32                  | Frankreich     | Mathys Detourbet      | 29. Apr. 2007 | 2025           | 2028        |
|                     | Schweden       | Amar Fatah            | 19. Feb. 2004 | 2022           | 2027        |
|                     | Algerien       | Noa Cervantes         | 16. Apr. 2003 | 2023           | 2028        |
| Stand: 2. Juli 2025 |                |                       |               |                |             |

## Bekannte Spieler in der Vergangenheit
| - Gharib Amzine - Marcel Artelesa - Abdelaziz Ben Tifour - Branko Bošković - Roger Courtois | - Fabio Celestini - Slađan Đukić - Pierre Flamion - Farid Ghazi - Léon Glovacki | - Bafétimbi Gomis - Nicolas Goussé - Ziad Jaziri - Patrice Loko - Étienne Mattler | - Blaise Matuidi - Mamadou Niang - Patrick Parizon - Corantin Martis - Henri Roessler | - Jérôme Rothen - Rafik Saïfi - Pierre Sinibaldi - Ernst Stojaspal - Karim Ziani |